# Taruik Webau
Der Taruik Webau (kurz Webau) ist ein Berg in Osttimor mit einer Höhe von 203 m. Er liegt im Nordwesten der Aldeia Lotan (Sucos Batugade). Westlich befindet sich der Berg Taruik Babau (237 m), südwestlich der Taruik Manehat (495 m) und nördlich der Taruik Aimaten (157 m). Im Osten fließt der Morak, ein Quellfluss des Leometik.